# Věstonická venuše
Věstonická venuše je keramická soška nahé ženy vyrobená z pálené hlíny pocházející z mladého paleolitu a datovaná do období 29 000–25 000 let př. n. l. Spolu s několika dalšími figurkami z okolních lokalit je nejstarší známou keramickou soškou na světě. Její objev vyvrátil dosavadní domněnku, že keramika nebyla v době paleolitu ještě známa. Pochází z kultury gravettien, respektive do jeho typu pavlovien.

## Nalezení sošky
Soška byla nalezena 13. července 1925 v popelišti v horní části pravěkého naleziště mezi Dolními Věstonicemi a Pavlovem v prostoru archeologického naleziště. Paleolitický nález uskutečnil tým archeologa Karla Absolona, který zde prováděl výzkum v letech 1924–1938. Absolon u samotného nálezu nebyl přítomen, ačkoliv je většinou za objevitele označován. V okamžiku nálezu byl totiž ve Francii. Sošku nalezli dělník Josef Seidl a technický vedoucí výzkumů Emanuel Dania. Ve zbytcích pravěkého ohniště o průměru asi 10 m ležela soška společně s kamennými nástroji a zvířecími kostmi. Byla rozlomena na dva kusy ležící asi 10 cm od sebe. Nejprve se nepředpokládalo, že patří k sobě. Po očištění se ukázalo, že se celek podobá ženské postavě. Kromě venuše byly na místě nalezeny i další keramické plastiky, většinou vyobrazení zvířat.

## Podoba sošky
Soška je 11,5 cm vysoká a v bocích 4,3 cm široká. Použitý materiál je pravděpodobně směsí hlíny a vápence, do hmoty se také dostaly kusy kostí a uhlíky z ohniště. Obdobné drobné plastiky byly přitom většinou zhotovovány z kamene nebo kostí. Zajímavostí je výrazná stylizace obličeje (pouze oči jsou naznačeny krátkými šikmými rýhami), nepřítomnost krku, mohutnost povislého poprsí (levé ňadro je větší) a boků, zvýrazněna je též podkožní řasa. Na zadní straně jsou patrné rýhy znázorňující zřejmě tukové zářezy. Na boku je otisk prstu dítěte. Na temeni hlavy jsou čtyři drobné kulaté díry, které naznačují, že soška byla ozdobena čtyřmi ptačími pery.

## Zkoumání sošky
V létě 2004 byla soška zkoumána pomocí tomografu ve Fakultní nemocnici u sv. Anny. Do té doby se badatelé čtyřikrát pokoušeli zjistit složení materiálu, z něhož byla vyrobena. Poslední výsledky potvrdily, že plastika je z jednoho kusu jemné hlíny smíchané s vodou. Jsou v ní ale navíc i malá bílá zrníčka, což může být vysrážený vápenec nebo úlomky kostí. Žádný z předchozích výzkumů tak jednoznačnou odpověď nedal. Byl také objeven další detail: na hýždích sošky byl nalezen otisk prstu asi desetiletého dítěte.
Sedmnáctého srpna 2016 Věstonickou venuši zkoumali mikrotomografem pracovníci Moravského zemského muzea a technologického centra firmy FEI v Brně. Byla necelých 15 hodin skenována a zkoumána vnitřní struktura a vrypy na povrchu. Byl vytvořen trojrozměrný model s přesností několika mikrometrů a pořízeno asi 80 GB dat. V sošce bylo nalezeno několik neznámých příměsí, především v oblasti hlavy a nohou. Keramická hmota není zcela homogenní. V roce 2024 byl uveřejněn další výzkum sošky, podle něhož je vyrobena z jediného kusu suroviny vzniklé ze spraše z místních zdrojů a uvnitř obsahuje mnoho puklin, takže by mohla snadno popraskat.

## Umístění
Soška je uložena v Moravském zemském muzeu v Brně ve sbírkách ústavu Anthropos. Vystavována je pouze ojediněle a v běžné expozici je nahrazena kopií. Její hodnotu stanovili v roce 2004 američtí starožitníci na 40 milionů dolarů.
Na konci 2. světové války byla Věstonická venuše s částí sbírek brněnského muzea uschována v mikulovském zámku. Protektorátní úřady měly obavy z poškození při bombardování, a tak muzejníci nejcennější část sbírky i s venuší převezli zpět do Brna pod záminkou fotografování. Část sbírky, která zůstala v Mikulově, byla zničena během osvobozovacích bojů, když zámek 22. dubna 1945 vyhořel.
Od roku 2008 je archeologické naleziště Dolní Věstonice a soubor nejvýznamnějších nálezů, včetně Věstonické venuše, národní kulturní památkou.

## Další nálezy
V této lokalitě byly nalezeny i jiné sošky, jejichž pravost je však zpochybňována.
Venuše z Dolních Věstonic není ojedinělou ukázkou umění pravěkých lidí. Jiné plastiky z pálené hlíny jsou známy také ze sousedního Pavlova a z Předmostí u Přerova. Proslulá je rovněž Landecká venuše (nazývaná také petřkovická) nalezená v roce 1953 na ostravském vrchu Landek. Tato 4,6 cm vysoká soška z krevele je torzem a nemá hlavu. Její výjimečnost spočívá v netypicky štíhlých proporcích, které milovníkům moderního umění dokonce připomínají kubistickou sochu.[zdroj?]
Za jednu z nejdokonalejších sošek paleolitu je kromě Věstonické venuše považována i Willendorfská venuše z Rakouska. Ve francouzském Lespuque byla zase nalezena venuše vyrobená z klu mamuta. Obdobné figurky starší doby kamenné spatřily světlo světa i v řadě dalších zemí, například v Německu, v Itálii, na Ukrajině, v Rusku nebo na Slovensku.

## Odrazy v umění
- Vznik a výrobu Věstonické venuše popsal Eduard Štorch ve svém románu pro mládež Lovci mamutů
- Z roku 1958 pochází obraz Zdeňka Buriana, který zachycuje výrobu Věstonické venuše pravěkým umělcem. Obraz o rozměrech 62×43 cm je malován olejem na plátně a byl použit i jako ilustrace knihy Lovci mamutů.

| „                             | Njan má před sebou na plochém kameni hrudku jílu a modeluje nějakou figurku. Už dvakrát jí uhodil o zem, když se mu nepovedla, jak chtěl, a začal potřetí znovu. Tentokrát přimíchal do hlíny hodně moučky z rozdrcených mamutích kostí. Válí se jich množství kolem všech stanů a Njan si z nich nadrobil na zaječí kůží hromádku prášku. Spálené kosti se snadno drtily. Njan do nich nemusil ani mnoho bušit kamenem. Zubří roh plný vody má zapíchnutý vedle sebe v zemi. | “ |
| — Eduard Štorch: Lovci mamutů | |   |

## Galerie

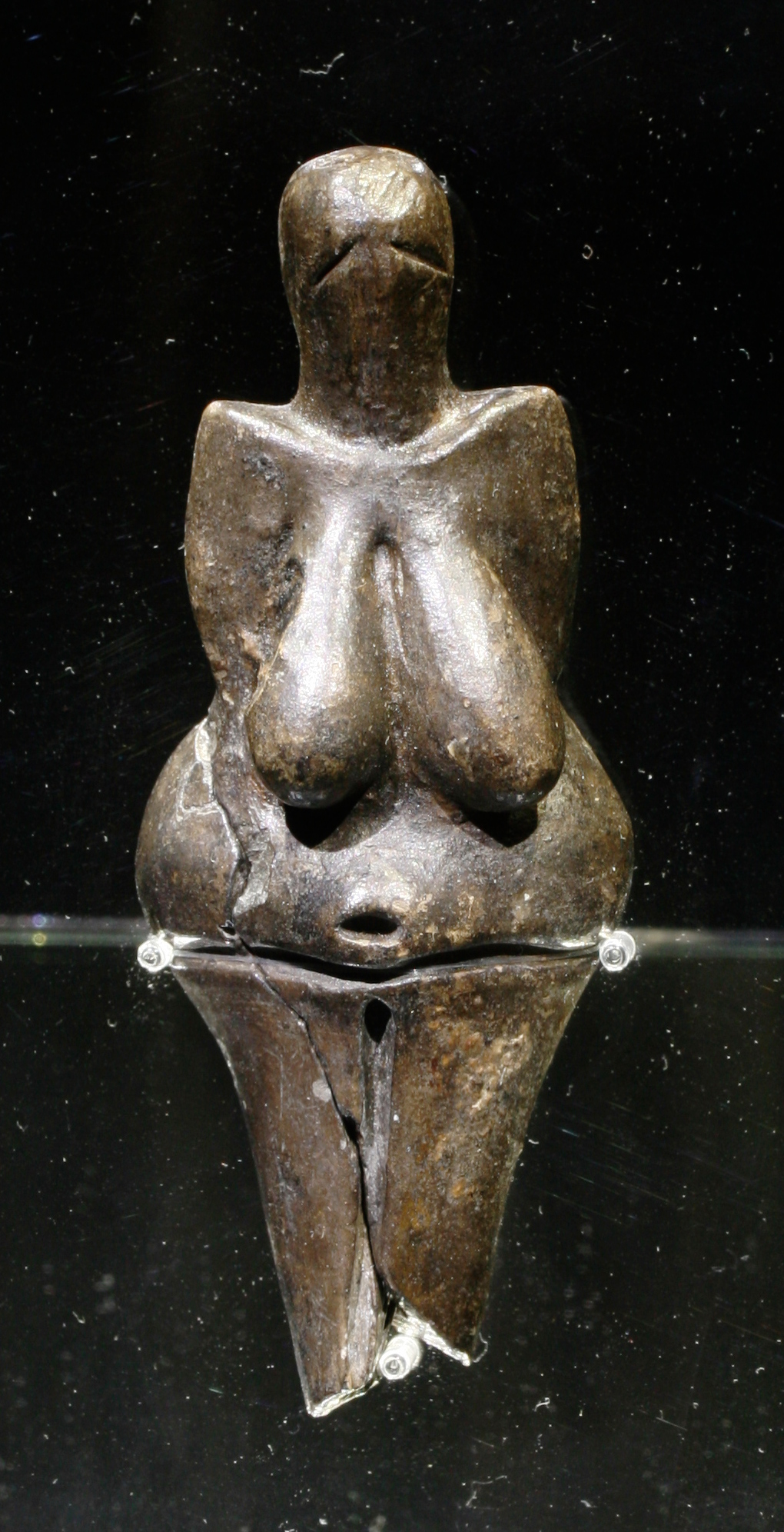
Věstonická venuše
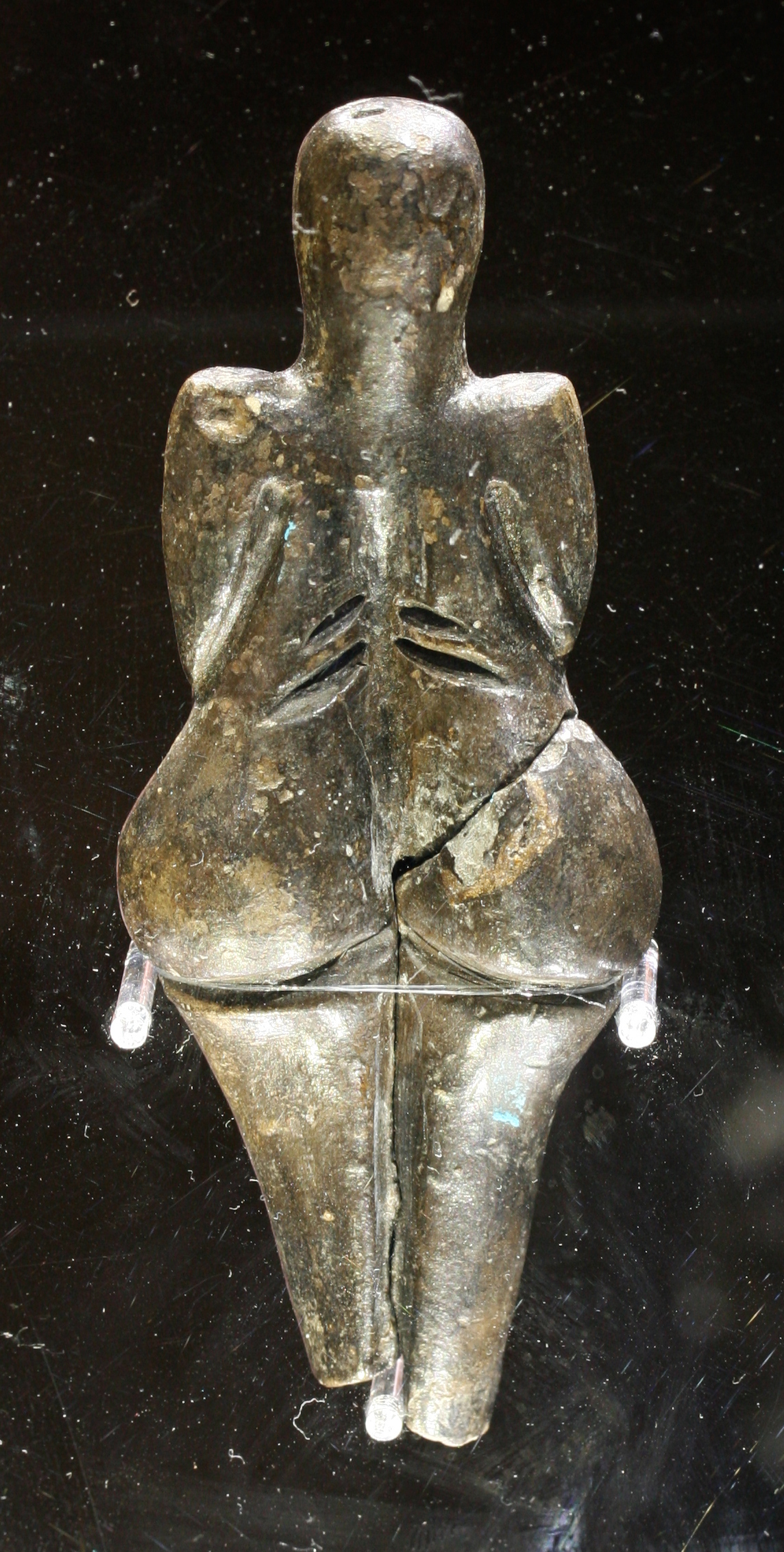
Věstonická venuše zezadu
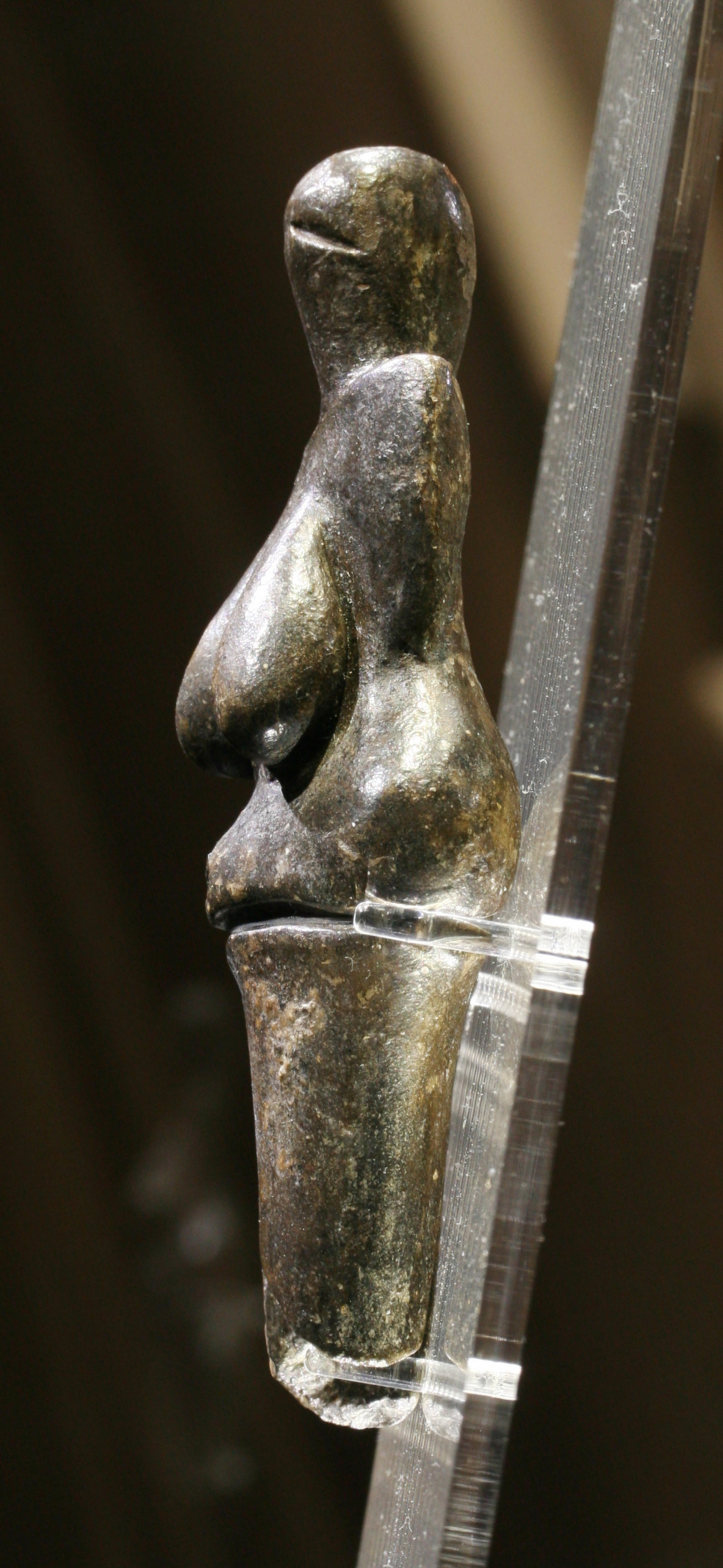
Věstonická venuše z levé strany
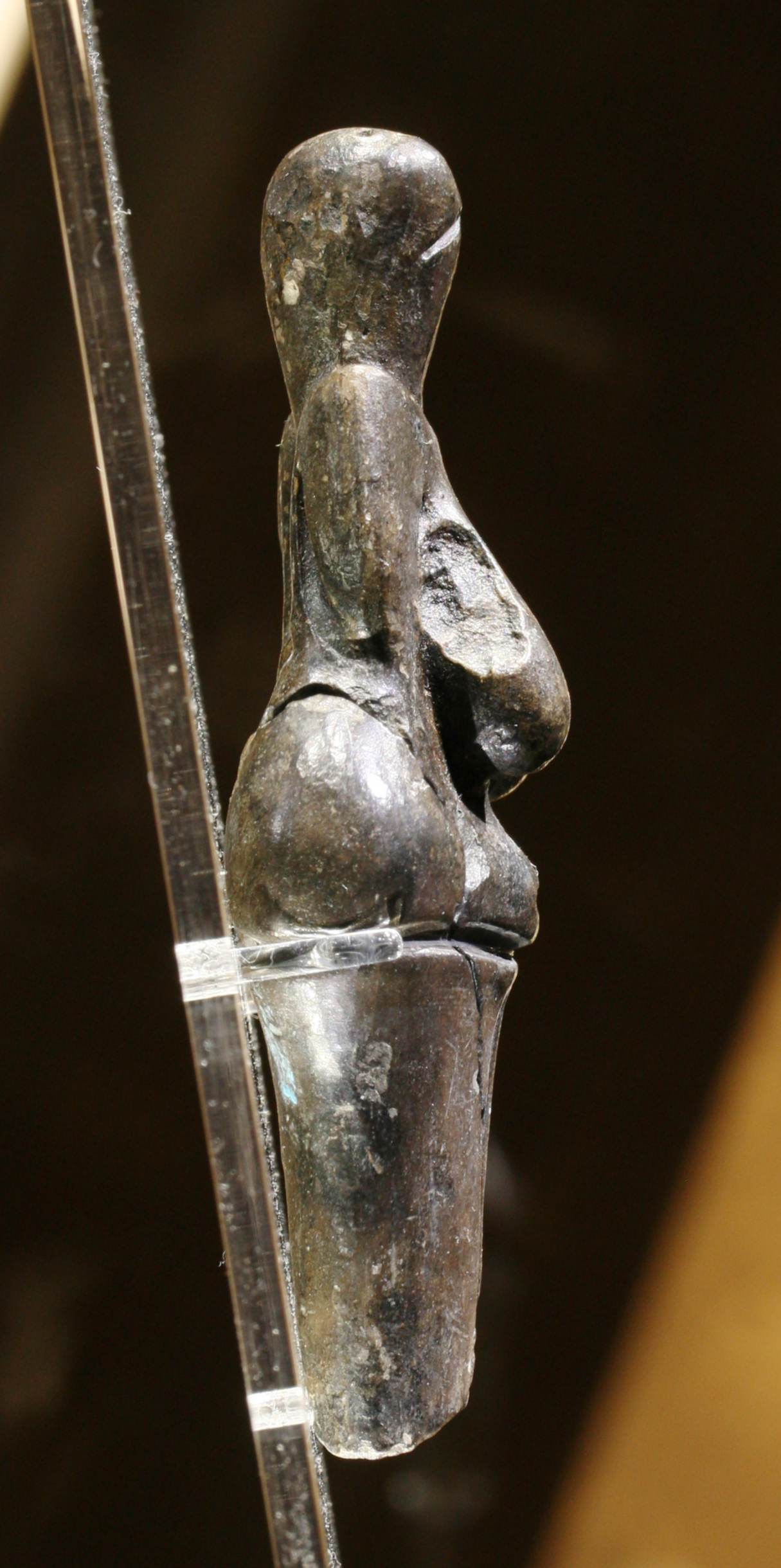
Věstonická venuše z pravé strany